# Moondog
Moondog era el pseudònim de Louis Thomas Hardin (Marysville, Kansas, 26 de maig de 1916 – 8 de setembre de 1999), un músic i poeta cec estatunidenc, inventor de nombrosos instruments musicals.
Moondog es va quedar cec quan li va explotar un petard a la cara, a 17 anys.
Moondog va decidir apartar-se de la societat i el 1943 va marxar a viure voluntàriament als carrers de Nova York, on va viure durant vint dels trenta anys que va passar a la ciutat. Vestia exclusivament roba que confeccionava ell mateix basant-se en la seva pròpia interpretació del déu nòrdic Thor, per la qual cosal va ser conegut durant anys com "el viking de la sisena avinguda". Es va convertir en un dels més cèlebres músics rondaires. No obstant això, la música i el talent de Moondog no va ser apreciada pel públic fins als últims anys de la seva vida.
Va editar més de 30 discs, va actuar amb músics de renom com Phillip Glass i Steve Reich, qui el reconeixem com un dels creadors del minimalisme a nivell musical. També va arribar a enregistrar un disc amb Julie Andrews.